# Wybory parlamentarne we Francuskim Terytorium Afarów i Isów w 1977 roku
Wybory parlamentarne we Francuskim Terytorium Afarów i Isów odbyły się 8 maja 1977 roku. Zwyciężył w nich Narodowy Wiec Niepodległościowy (RPI) uzyskując 65,8% głosów i zdobywają wszystkie 65 mandatów w Zgromadzeniu Narodowym. Równocześnie z wyborami parlamentarnymi odbyło się referendum niepodległościowe. Frekwencja wyborcza wyniosła 77,2%.
Wybory zbojkotowały Narodowa Unia dla Niepodległości (UNI), Ludowy Ruch Wyzwolenia (MPL) i Dżibutański Ruch Wyzwolenia (MLD).
Francuskie Terytorium Afarów i Isów to dawna kolonia francuska istniejąca w latach 1967–77. W roku 1977 kolonia ta uzyskała niepodległość. Dzisiaj znana pod nazwą Dżibuti.

## Wyniki
| Nazwa partii                          | Głosy  | Procent | Mandaty | +/- |
| ------------------------------------- | ------ | ------- | ------- | --- |
| Narodowy Wiec Niepodległościowy (RPI) | 49 759 | 65,8%   | 65      |     |
| Pozostali                             | 25 862 | 34,2%   | 0       |     |
| głosy nieważne                        | 6 149  | -       |         |     |
| SUMA (frekwencja 75,6%)               | 81 770 | 100,0%  |         |     |